# Епідот
Епідот (рос. эпидот; англ. epidote, pistacite; нім. Epidot m) — мінерал, діортосилікат кальцію, алюмінію і заліза острівної будови. Група епідотів.

## Етимологія та історія
Епідот вперше виявлений в 1782 році в муніципалітеті Ле-Бур-д'Уазан у французькому департаменті Ізер. Проте знайдені там зразки спочатку помилково називалися турмаліном. Тільки в 1801 році французький мінералог Рене-Жюст Аюї усвідомив, що цей матеріал був незалежним мінералом, який він назвав епідотом після грецького слова «додавання», «посилення» або «продовження» так як одна зі сторін на нижній частині призми довша за іншу.

## Загальний опис
Хімічна формула: Ca2Al2(Fe3+; Al)(SiO4)(Si2O7)O(OH). Містить (%): СаО — 23,71; Al2O3 — 20,36; Fe2O3 — 16,35; SiO2 — 38,76; H2O — 2.
Утворює безперервний ізоморфний ряд з беззалізистим кліноцоїзитом; за складом і структурою близький до цоїзиту і ортиту.
Сингонія моноклінна.
Густина 3,35-3,38. Твердість 6,5-7,0. Колір переважно зелений. Окремі відміни чорні або червонувато-фіолетові. Блиск скляний. Форми виділення: стовпчасті, сплощено-призматичні або голчаті кристали з різкою подовжньою штриховкою; друзи, віялоподібні, сноповидні, радіально-променисті або паралельно-жердинисті зростки, моховидні кірочки, рідше тонкозернисті або зливні агрегати (епідозити).
Типовий продукт гідротермального метаморфізму вапнистих та багатих на кальцій вивержених гірських порід. Характерний для зон контакту магматичних і вапнистих осадових відкладень гірських порід. Найчастіше утворюється внаслідок гідротермальної зміни польових шпатів. Також — від зміни плагіоклазу (сосюритизація).
Асоціація: цеоліти, амфіболи, плагіоклазові польові шпати, кварц, актиноліт, кальцит, везувіаніт, скаполіт, тальк, воластоніт, піроксени, гранати, пумпеліїт, глаукофан, лавсоніт, рибекіт, омфацит.
В Україні є в межах Українського щита та на Закарпатті.
Придатний для огранки епідот зустрічається в Мексиці, Мозамбіку, Норвегії, США (Каліфорнія), Австрії (Високий Тауерн).
Інші знахідки: муніципалітет Ле-Бур-д'Уазан, департамент Ізер, Франція.
Поблизу м. Арендалі, Норвегія. Муніципалітет Траверселла, регіон П'ємонт, Італія. Кнаппенванд, долина Унтерзульцбахталь поблизу гори Ґросвенедіґер (Високий Тауерн), Зальцбург, Австрія. У США — штати Аляска, Каліфорнія, Колорадо, Айдахо, Невада. У Мексиці, в Сан-Квентін. У Канаді — острів Принца Уельського. Поблизу м. Рехобот в Намібії. У Пакистані — долина Тормік. Чехія — поблизу містечок Верніржовіце, Соботін, Жулова, околиці Брно. Словаччина — село Славошовце.

## Різновиди

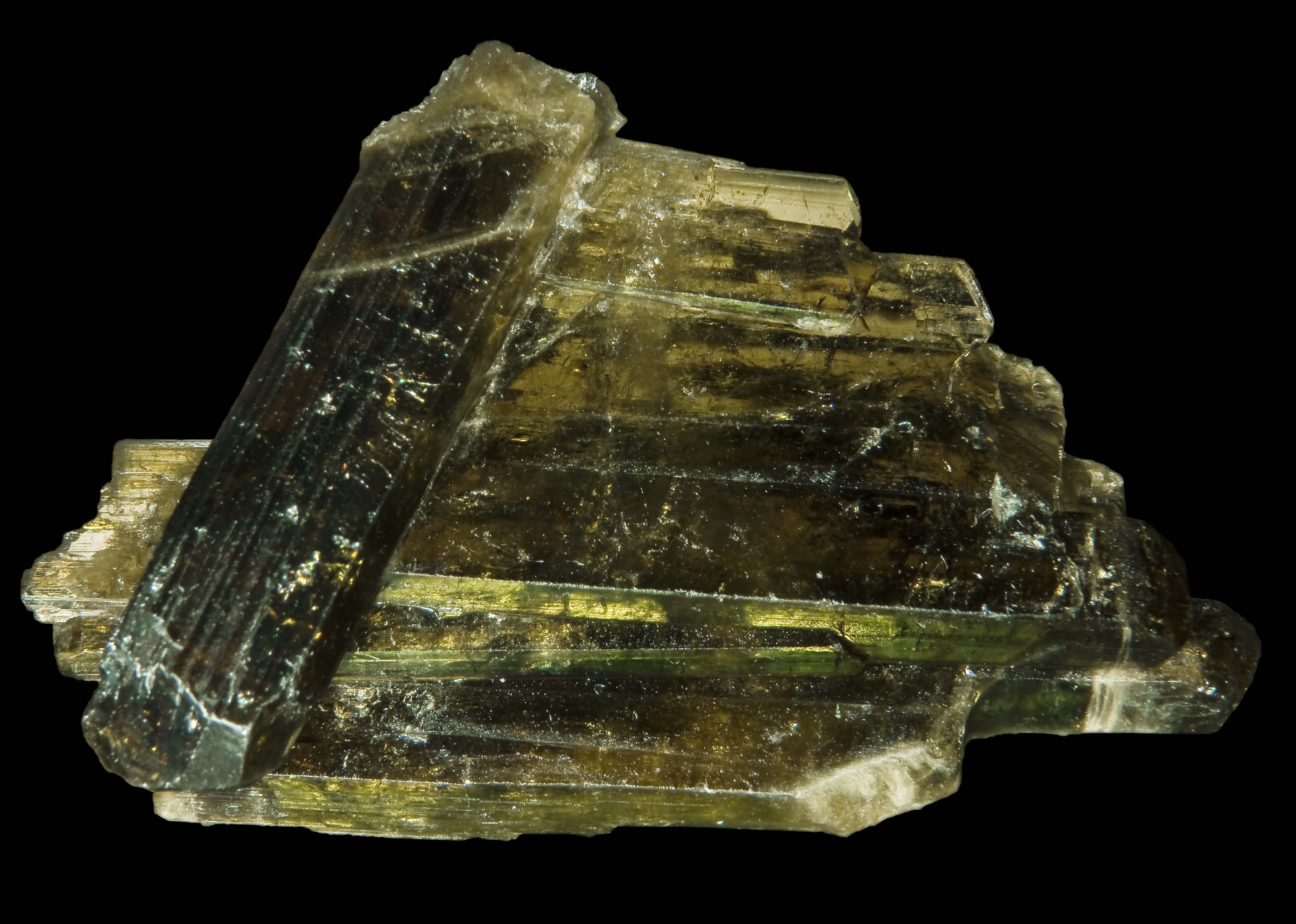
Епідот

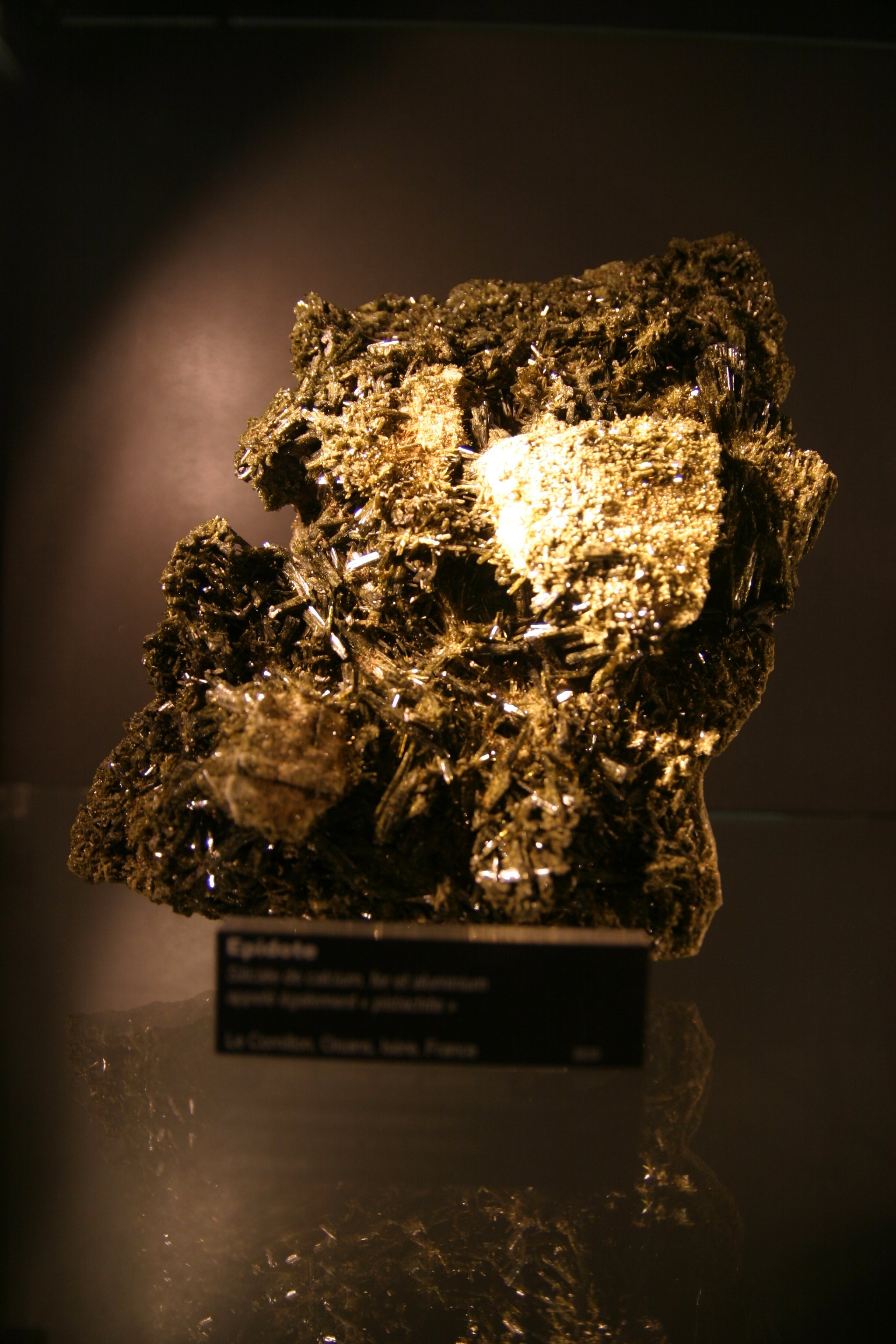

За кольором і складом домішок виділяються різновиди:
- тавмавіт трав'яно-зелений (з домішками Cr);
- п'ємонтит вишнево-червоний (Mn);
- різновид кліноцоїзиту — мухініт чорний (V).

За Є. Лазаренком та О. Винар виділяють:
- епідот алюмініїстий (кліноцоїзит),
- епідот залізистий (відміна епідоту, яка містить до 11 % FeO),
- епідот кальціїстий (цоїзит), епідот марганцевистий (п'ємонтит),
- епідот натріїсто-літіїстий (пушкініт),
- епідот темно-зелений норвезький (епідот темно-зеленого кольору),
- епідот фосфорноземельний (нагателіт),
- епідот хромистий (різновид епідоту, яка містить до 7 % Cr),
- епідот церіїстий (ортит).

## Застосування
Виробний камінь, придатний для огранки.